# Григор Гьошев
Григор (Глигор) Иванов Гьошев е български просветен деец и революционер, деец на Вътрешната македоно-одринска революционна организация.

## Биография
Григор Гьошев е роден в 1881 година в Енидже Вардар (Па̀зар), тогава в Османската империя, днес Яница в Гърция. Дълги години преподава в родния си град.
Присъединява се към ВМОРО и след Младотурската революция от юли 1908 година посреща тържествено с останалите учители четите на Апостол Петков и другите войводи на организацията.
През септември 1910 година Енидже Вардар пострадва по време на обезоръжителната акция на младотурците. Мнозина са арестувани и изтезавани, а сред тях е и Григор Гьошев. Повторно е инквизиран от османските власти в началото на Балканската война, когато с около 150 други видни граждани е арестуван в затвора, който е подготвен да бъде изгорен. Но по-късно всички са освободени благодарение на Асан Чауш.
Преподава и до 1912/1913 година в Енидже Вардар, след което е принуден от новите гръцки власти да емигрира в Свободна България.